# Horst Naumann (Grafiker)
Horst Naumann (* 12. Oktober 1908 in Riesa; † 20. Februar 1990 in Dresden) war ein deutscher Maler und Grafiker.

## Leben
Von 1923 bis 1925 absolvierte Horst Naumann eine Ausbildung bei dem Kunstmaler Johannes Uhlig in Dresden. Anschließend studierte er bis 1927 an der Akademie der bildenden Künste zu Dresden bei den Professoren Richard Müller, Hermann Dittrich und Otto Dix. An der Staatlichen Akademie für Kunstgewerbe zu Dresden Fachrichtung Dekorative Malerei, war er Meisterschüler bei Professor Paul Rößler von 1927 bis 1930. 1934 wurde sein einziger Sohn geboren.
1927 trat Horst Naumann der KPD bei. Als sich 1929 auch im Dresdner Raum die Assoziation revolutionärer bildender Künstler gegründet hatte, wurde er neben Künstlern wie Herbert Gute, Otto Griebel, Hans und Lea Grundig, Wilhelm Lachnit, Curt Querner Mitglied dieser Künstlerbewegung und zeichnete eine Zeit lang verantwortlich für die Studentenzeitung „stoß von links“. In dieser Zeit entstand sein Ölgemälde „Weimarer Fasching“. Heute ist es in der Galerie Neue Meister der Staatlichen Kunstsammlungen Dresden zu sehen. Außerdem war er Mitarbeiter im Verband der Opfer der Arbeit und des Krieges, arbeitete dort für die „Rentenquetsche“. Des Weiteren betätigte er sich als Pressezeichner für die „Rote Fahne“, die „Arbeiterstimme“ sowie die „Volksstimme“. Mit seinem 1931 geschaffenen Veranstaltungsplakat „Revolutionskundgebung“ begann eine Reihe von politisch orientierten Plakaten.
In den Jahren 1930/1931 arbeitete er im Deutschen Hygiene-Museum Dresden, von 1931 bis 1937 als Gebrauchsgrafiker bei der AG für Kunstdruck Niedersedlitz. 1934 wurde Horst Naumann von den Nationalsozialisten verhaftet und verbüßte eine 6-monatige Haft als politischer Gefangener in der „Mathilde“ in Dresden. 1939 bis 1943 wurde er zur Wehrmacht eingezogen und war dem Strafbataillon 999 zugeteilt. 1943 bis 1945 wurde Horst Naumann als Normzeichner bei den Phänomen-Werken Gustav Hiller AG Zittau und den Ernemann-Werken in Dresden dienstverpflichtet. Nach 1945 war er freiberuflich als Plakat- und Werbegestalter in Dresden tätig. Seit 1952 war er Mitglied des Verbandes Bildender Künstler der DDR.
Eines seiner ersten Nachkriegs-Plakate „Das Neue Dresden 1946“ entstand für eine Ausstellung der Pläne für den Wieder- und Neuaufbau Dresdens. Besonders in Erinnerung sind seine Werbeträger für Zoologische Gärten, den Konsum oder das Deutsche Hygiene-Museum Dresden. Einen großen Bekanntheitsgrad erreichte er durch seine zahlreichen Briefmarkenserien, die mehrfach mit der „Goldenen Briefmarke“ ausgezeichnet wurden. Darüber hinaus fertigte er auch Entwürfe für Leuchtwerbungen oder Wandmalereien für Gasträume, z. B. den Ratskeller Dresden (1964–1966) oder die Nacht-Tanz-Bar Gondel in der Sekundogenitur Dresden (1968). Ebenfalls gestaltete er Postkarten, Briefpapier und vieles andere mehr.

## Fotografische Darstellung Naumanns
- Willy Pritsche: Horst Naumann (um 1962)[12]

## Auszeichnungen
- 1964: „Goldene Briefmarke“ für die Briefmarkenserie „Geschützte Tiere“ (1963),
- 1969: „Goldene Briefmarke“ für die Briefmarkenserie „Niederwild“ (1968),
- 1970: Medaille „Gemeinsam kämpfen – gemeinsam siegen“ des Verbandes Bildender Künstler der DDR,
- 1974: „Goldene Briefmarke“ für die Briefmarkenserie „Alte Meister“ (1973),
- 1978: Vaterländischer Verdienstorden der DDR in Bronze,
- 1978: „Goldene Briefmarke“ für die Briefmarkenserie „Peter Paul Rubens“ (1977),
- 1979: Medaille „30 Jahre Philatelie im Kulturbund der DDR – 10 Jahre Philatelistenverband“,
- 1979: Medaille zum 30. Jahrestag der Gründung der DDR,
- 1980: „Goldene Briefmarke“,
- 1989: Hans-Grundig-Medaille des Verbandes Bildender Künstler der DDR.

Er gewann etliche Preise bei verschiedenen Plakatwettbewerben, erhielt weitere zahlreiche Auszeichnungen, wie die Ehrennadel der Nationalen Front in Silber, Ehrenurkunden in Anerkennung seiner langjährigen Parteiarbeit oder seiner langjährigen Mitarbeit und hervorragender Verdienste im Verband Bildender Künstler. Unter anderem durfte er sich durch sein – heute leider verschollenes – Ölgemälde „Stahlveredler“ 1972 auch Mitglied eines „Kollektivs der sozialistischen Arbeit“ Dispatcher – Edelstahlwerk Freital nennen.

## Ausstellungen
- 1978: „Horst Naumann Ausstellung Malerei – Grafik – Gebrauchsgrafik“, Glockenspielpavillon – Zwinger – Dresden, 23. Juli – 27. August 1978
- 1983: „Malerei – Plakat – Grafik Ausstellungen Horst Naumann“, Galerie der Betriebsschule „A. Hecktheuer“ Riesa, 28. März – 25. April 1983, „Kleine Galerie“ im Hans-Grundig-Klub Riesa/„Galerie 30. Jahrestag der DDR“/Karl-Marx-Oberschule Riesa, 28. April – 26. Mai 1983, 2. und 3. Ausstellung vom Kulturbund der DDR
- 1988: Sonderausstellung „Horst Naumann – Malerei und Grafik“, Museum für Geschichte der Stadt Dresden im Landhaus, 12. Oktober – 20. November 1988

Bei folgenden weiteren Ausstellungen waren Werke von Horst Naumann mit vertreten:
- 1933: Ausstellung anlässlich des Plakatwettbewerbes „Dresdner Jubiläumssommer 1933“, Lichthof des Neuen Dresdner Rathauses, 14. – 20. Januar 1933; Preisträger des Plakatwettbewerbes im Rahmen der Ausstellung „Dresdner Jubiläumssommer 1933“: 3. Preis (gemeinsam mit 4 weiteren Mitbewerbern)
- 1947: Ausstellung „Das Plakat“, Haus der Ständigen Musterschau, Halle, 3. September 1947 – Jahresende 1947; Preisträger des Plakatwettbewerbes im Rahmen der Ausstellung „Das Plakat“: 1. Preis
- 1954: Ausstellung „Gebrauchsgrafik“, Museum am Theaterplatz, Karl-Marx-Stadt, Verband Bildender Künstler Deutschlands, Bezirk Karl-Marx-Stadt, 1954
- 1970: „Im Geiste Lenins“, Berlin, Altes Museum
- 1972/1973 und 1977/1978: VII. und VIII. Kunstausstellung der DDR, Dresden
- 1978/1979: „Revolution und Realismus. Revolutionäre Kunst in Deutschland 1917 bis 1933“, Berlin, Altes Museum
- 1979: „Nationale Briefmarkenausstellung“, Ausstellungszentrum am Fučíkplatz in Dresden, 10. – 19. August 1979
- 1980: Ausstellung „Kunst im Aufbruch. Dresden 1918–1933“, Albertinum/Staatliche Kunstsammlungen Dresden, 30. September 1980 – 25. Februar 1981

- 1984: „Alltag und Epoche“, Berlin, Altes Museum
- 1985: „Künstler im Bündnis“, Erfurt, Gelände der Internationalen Gartenbauausstellung

- 1988: Sonderausstellung „Künstler im Klassenkampf“, Museum für Deutsche Geschichte, April – Juni 1988
- 1992: Ausstellung „Kunst! Kommerz! Visionen! – Deutsche Plakate 1888–1933“, Deutsches Historisches Museum, 1992[13]
- 1994: Sonderausstellung „Tagebuch der Straße – Plakate an Dresdner Litfaßsäulen 1949 – 1989“, Stadtmuseum Dresden, 4. Februar – 29. Mai 1994
- 2001: Sonderausstellung „Inspiration Moritzburg – Kunst im 20. Jahrhundert“, Stiftung Käthe-Kollwitz-Gedenkstätte, Moritzburg, 15. Mai – 5. August 2001
- 2007: Ausstellung „Überklebt – Plakate aus der DDR“, Schleswig-Holstein-Haus, Schwerin, 24. August – 21. Oktober 2007[14]
- 2011: Sonderausstellung „Dresden plakativ! – Kunst, Kommerz und Propaganda im Dresdner Plakat (1865–1990)“, Stadtmuseum Dresden, 2. Juli – 3. Oktober 2011[15]
- 2011: Ausstellung „Neue Sachlichkeit in Dresden. Malerei der Zwanziger Jahre von Dix bis Querner“, Staatliche Kunstsammlungen Dresden/Galerie Neue Meister, Kunsthalle im Lipsius-Bau Dresden, Brühlsche Terrasse, 1. Oktober 2011 – 8. Januar 2012[16]
- 2015: Ausstellung „Anschläge von ‚Drüben‘. DDR-Plakate 1949 – 1990“, Museum Folkwang, 6. Februar – 19. April 2015
- 2017: Ausstellung „Glanz und Elend in der Weimarer Republik“, Schirn Kunsthalle Frankfurt, 27. Oktober 2017 – 25. Februar 2018

Horst Naumann suchte ständig Kontakt zur arbeitenden Bevölkerung. So unterhielt er beispielsweise Freundschaftsverträge mit der Brigade Dispatcher des Edelstahlwerkes Freital und dem Werk Dresden des VEB Metalleichtbaukombinates. Er begleitete die Arbeiter auf Galerie- und Ausstellungsbesuchen als sachkundiger Führer. Er schuf für die Partnerbetriebe u. a. Urkunden, Plakate oder Gemälde. Er empfing aber auch Brigade-Mitglieder des VEB Mühlenbau Dresden in seinem Atelier, berichtete über seinen Werdegang und stellte einige seiner Werke vor.

## Museen und öffentliche Sammlungen mit Werken Naumanns (unvollständig)
- Galerie Neue Meister Dresden
- Kupferstichkabinett Dresden[17]
- Puppentheatersammlung Dresden[17]
- Stiftung Deutsches Historisches Museum
- Stadtgeschichtliches Museum Leipzig[18]
- Städtische Galerie Dresden
- Stadtmuseum Dresden, Plakat- und Schriftgutsammlung
- Stiftung Deutsches Hygiene-Museum
- Militärhistorisches Museum der Bundeswehr
- Das Bundesarchiv Koblenz
- Archiv der sozialen Demokratie/Kunstsammlung der Friedrich-Ebert-Stiftung, Bonn
- Stiftung Haus der Geschichte der Bundesrepublik Deutschland, Bonn
- Museum Folkwang, Deutsches Plakatmuseum, Essen
- Kunstsammlung, Akademie der Künste, Archiv, Berlin
- Stiftung Plakat OST, Berlin[19]